# Конятин (Корюківський район)

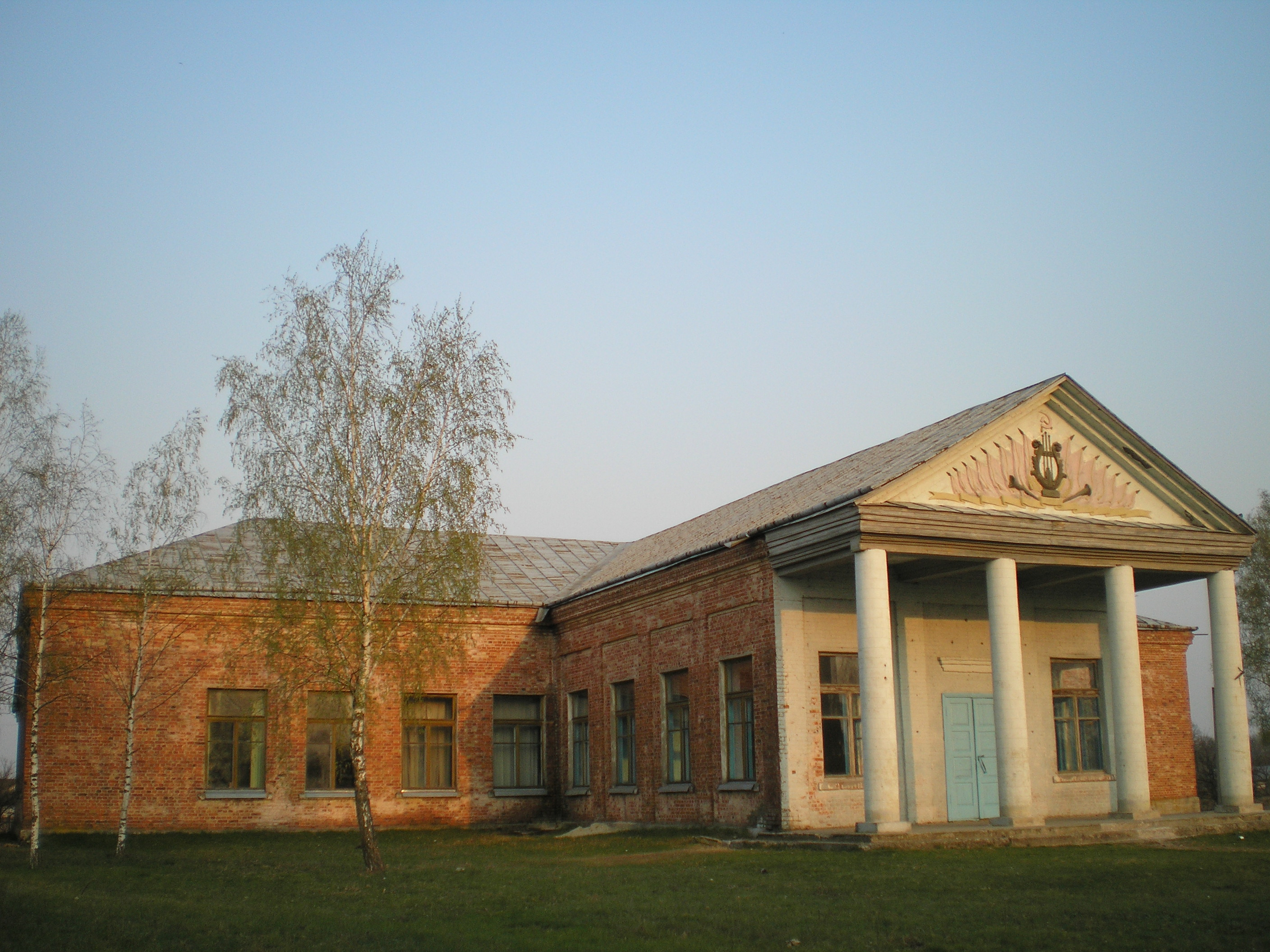
Клуб (серп і молот було демонтовано під час декомунізації)

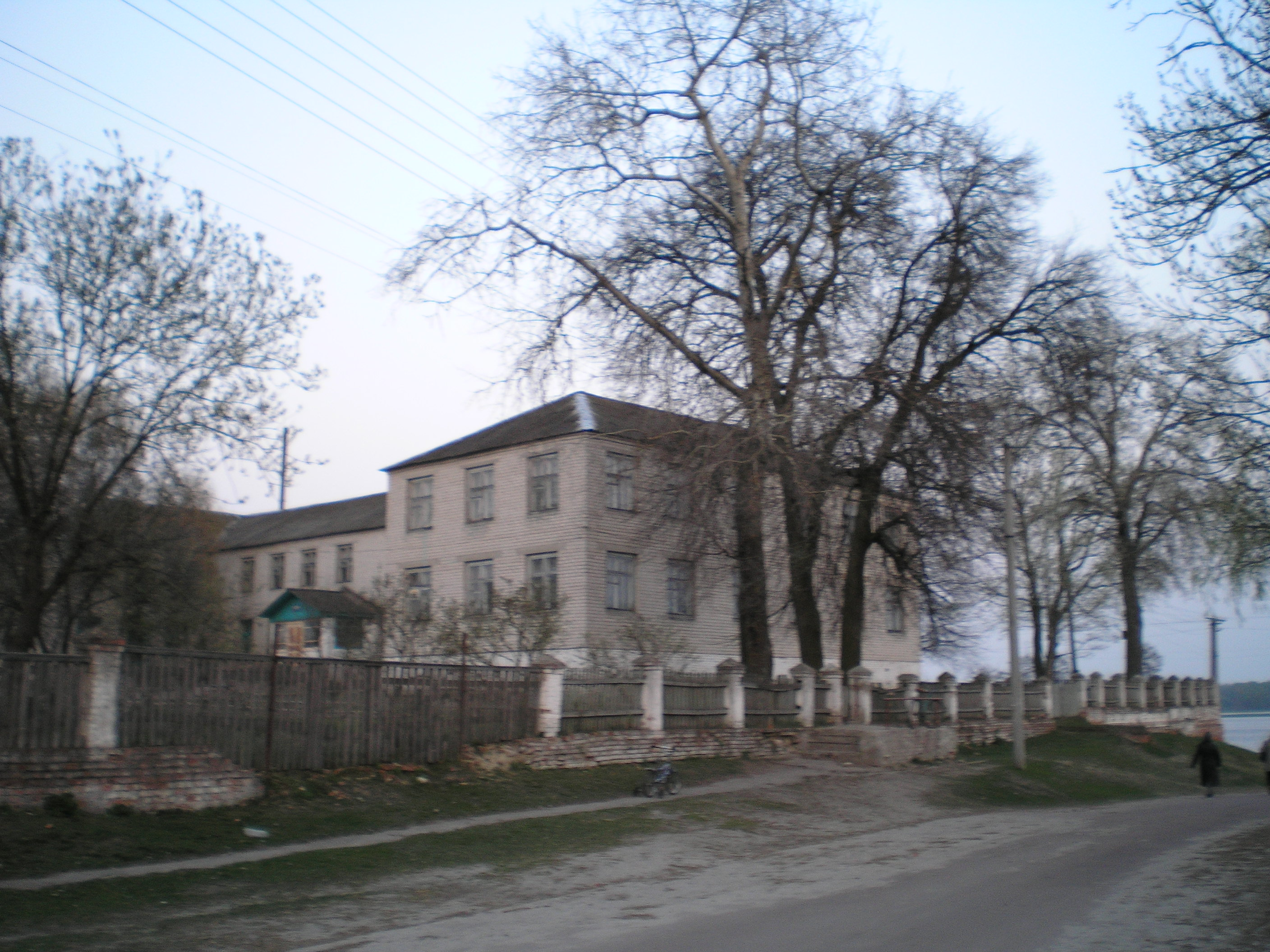
школа

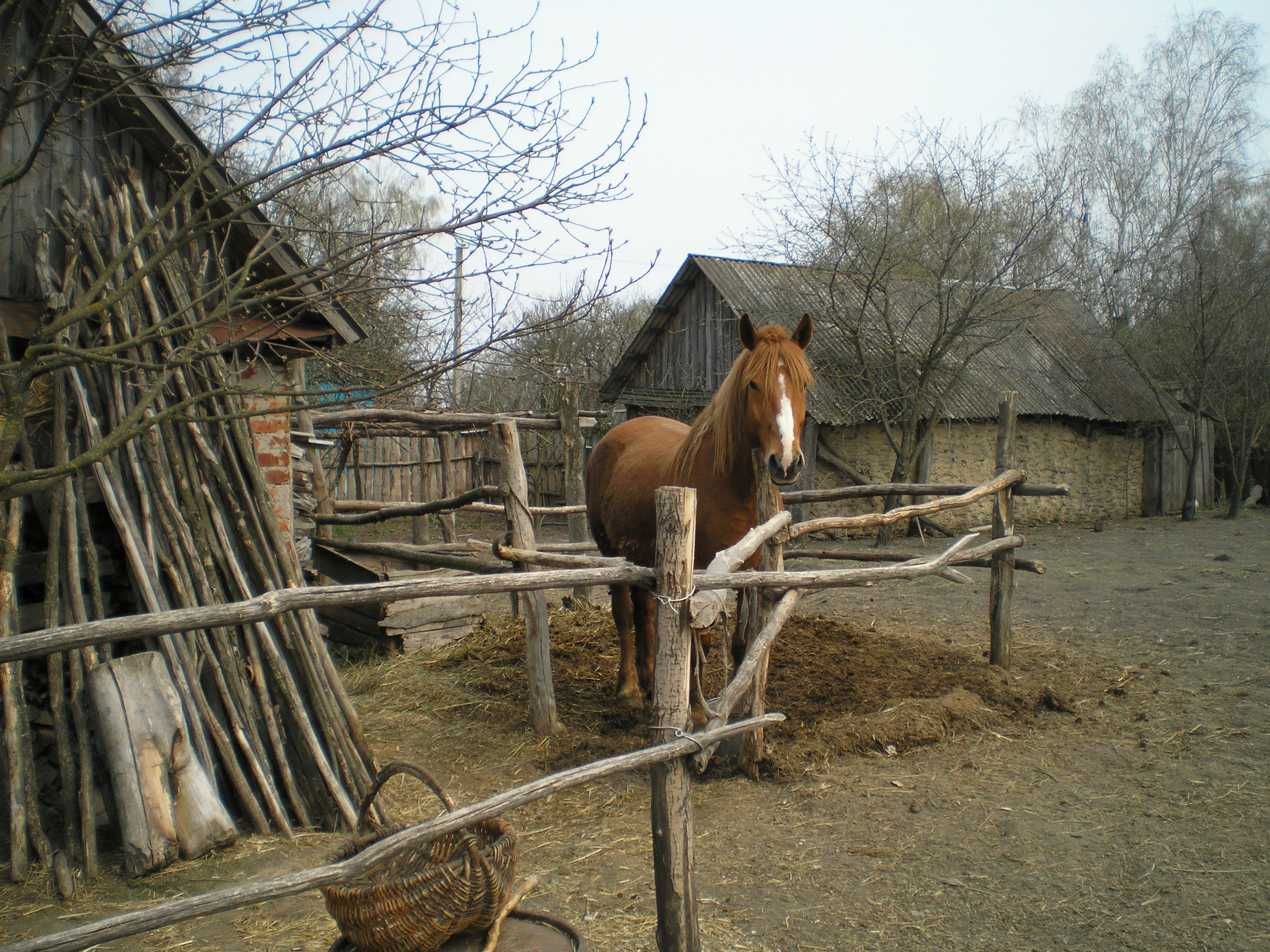
Типова дерев'яна хата

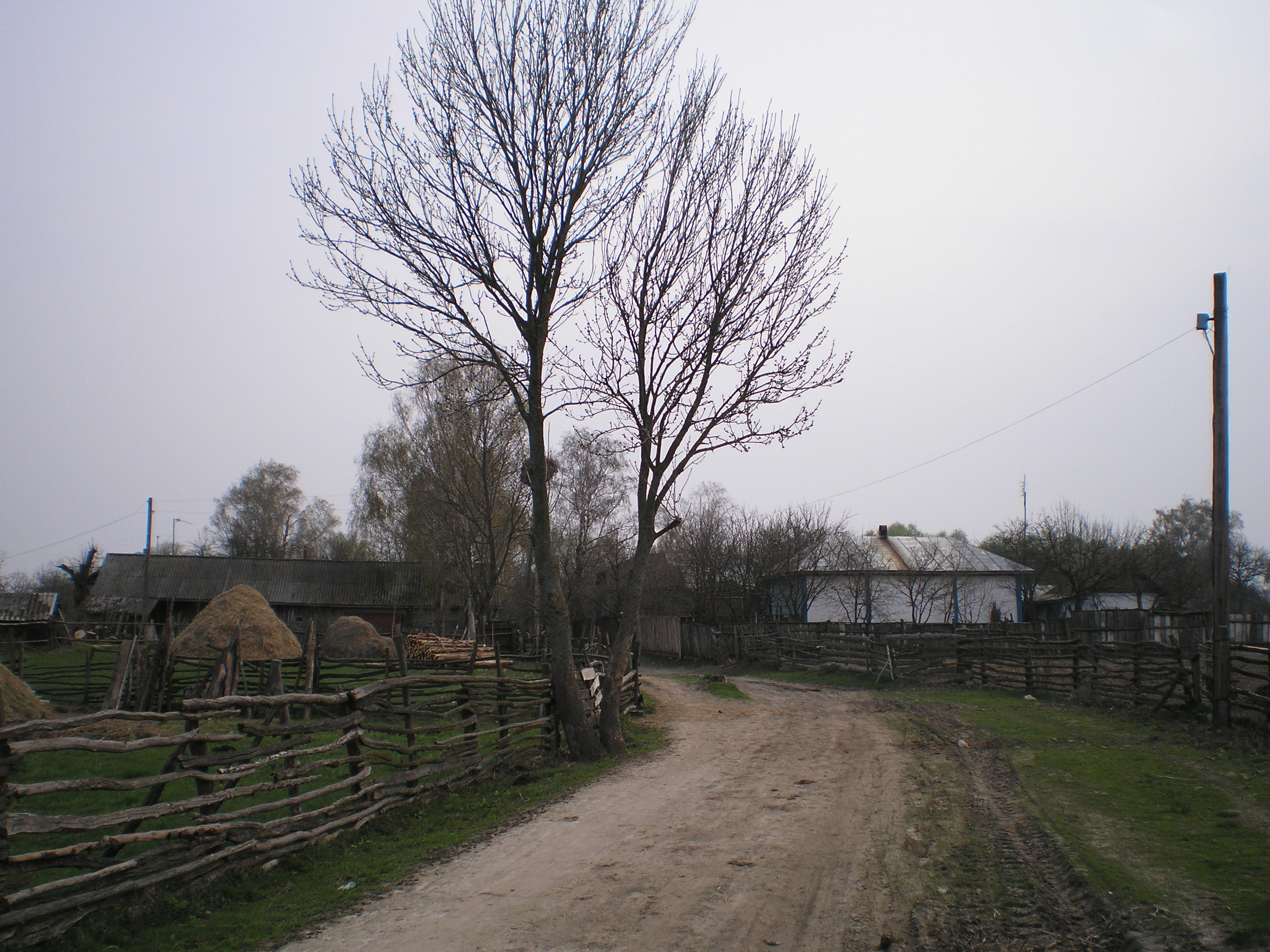
Вул. Садова (Дергунівка)

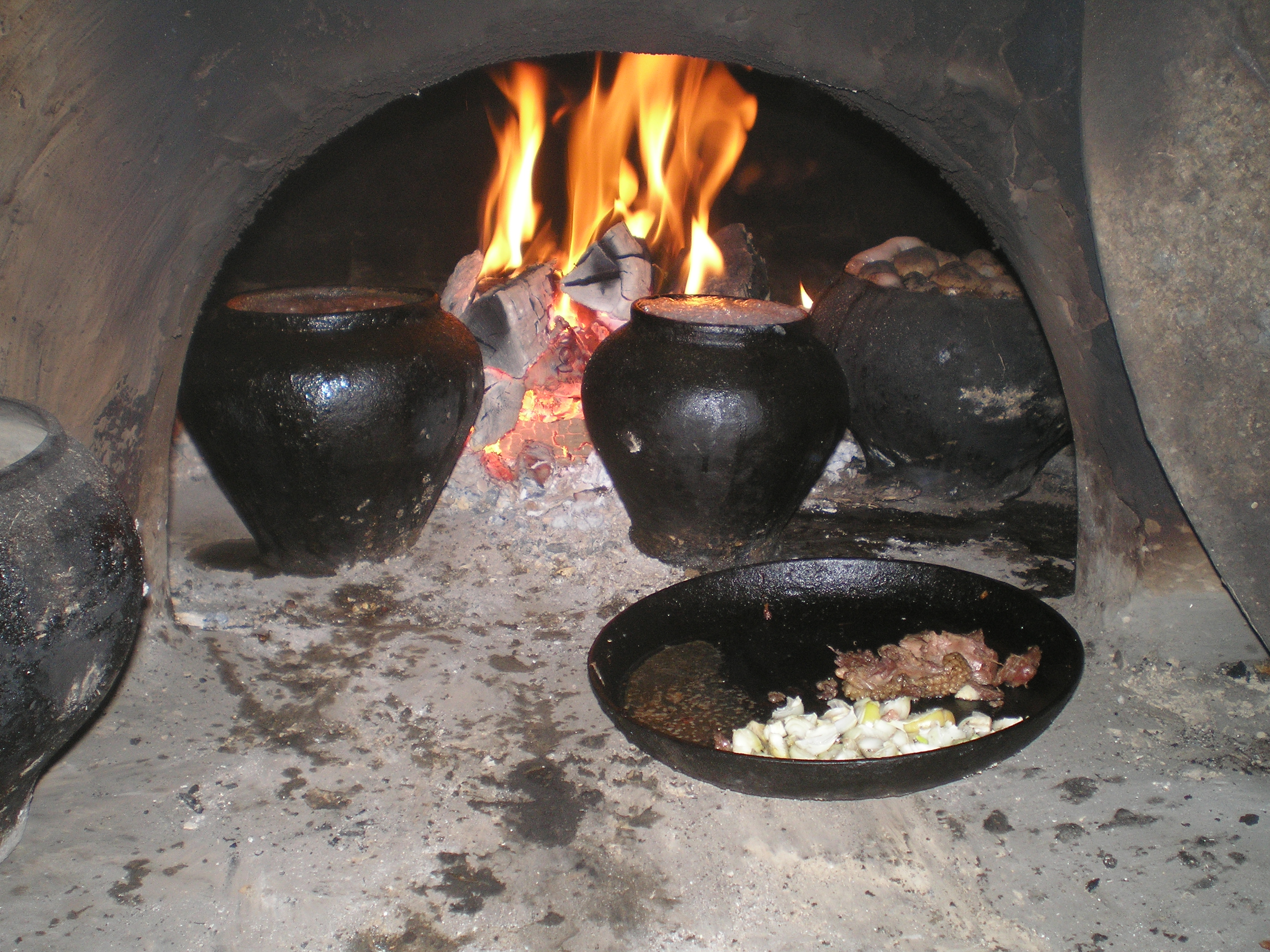
Їжа з печі — найсмачніша

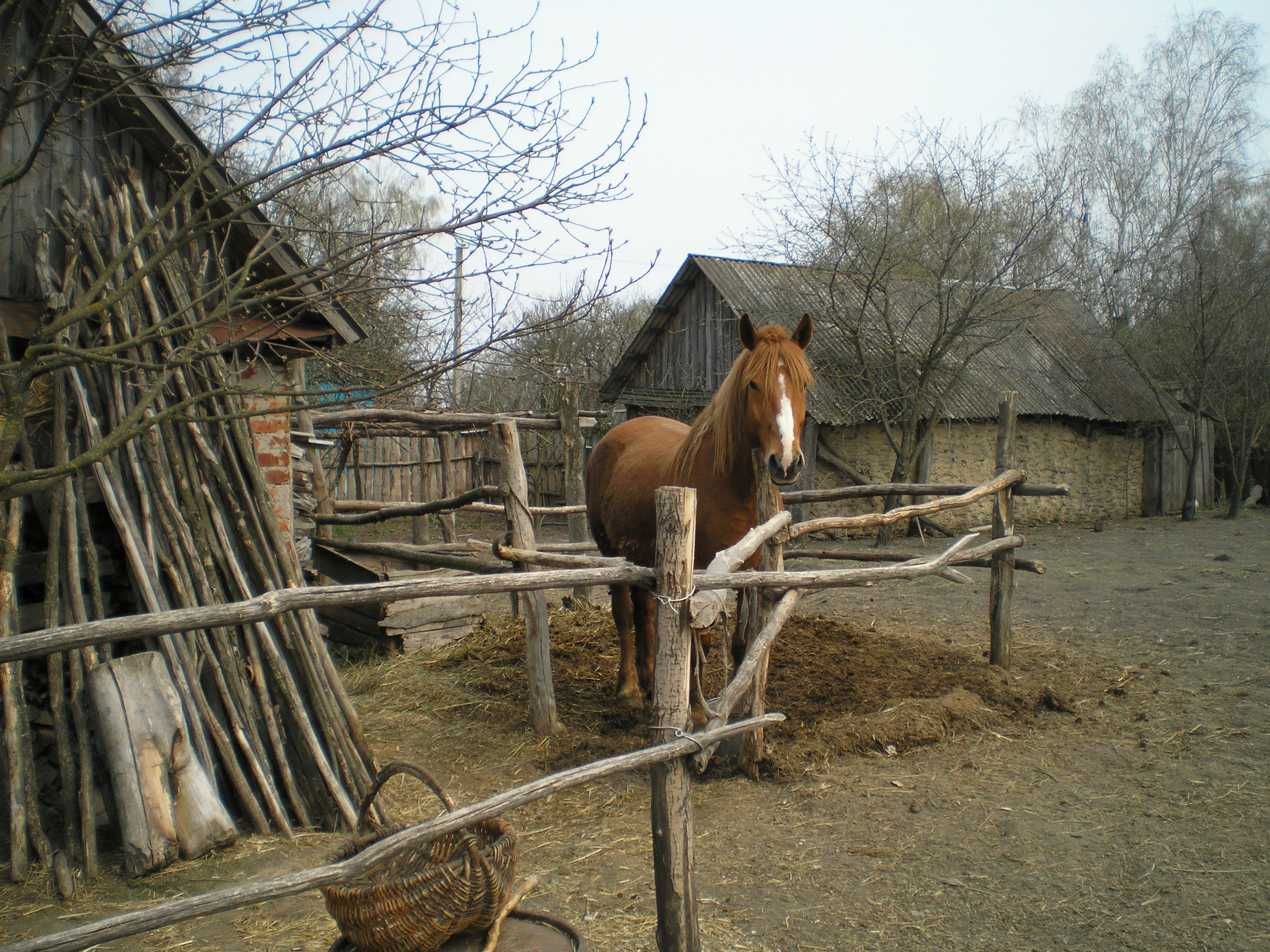
Кінь- вірний помічник селянина

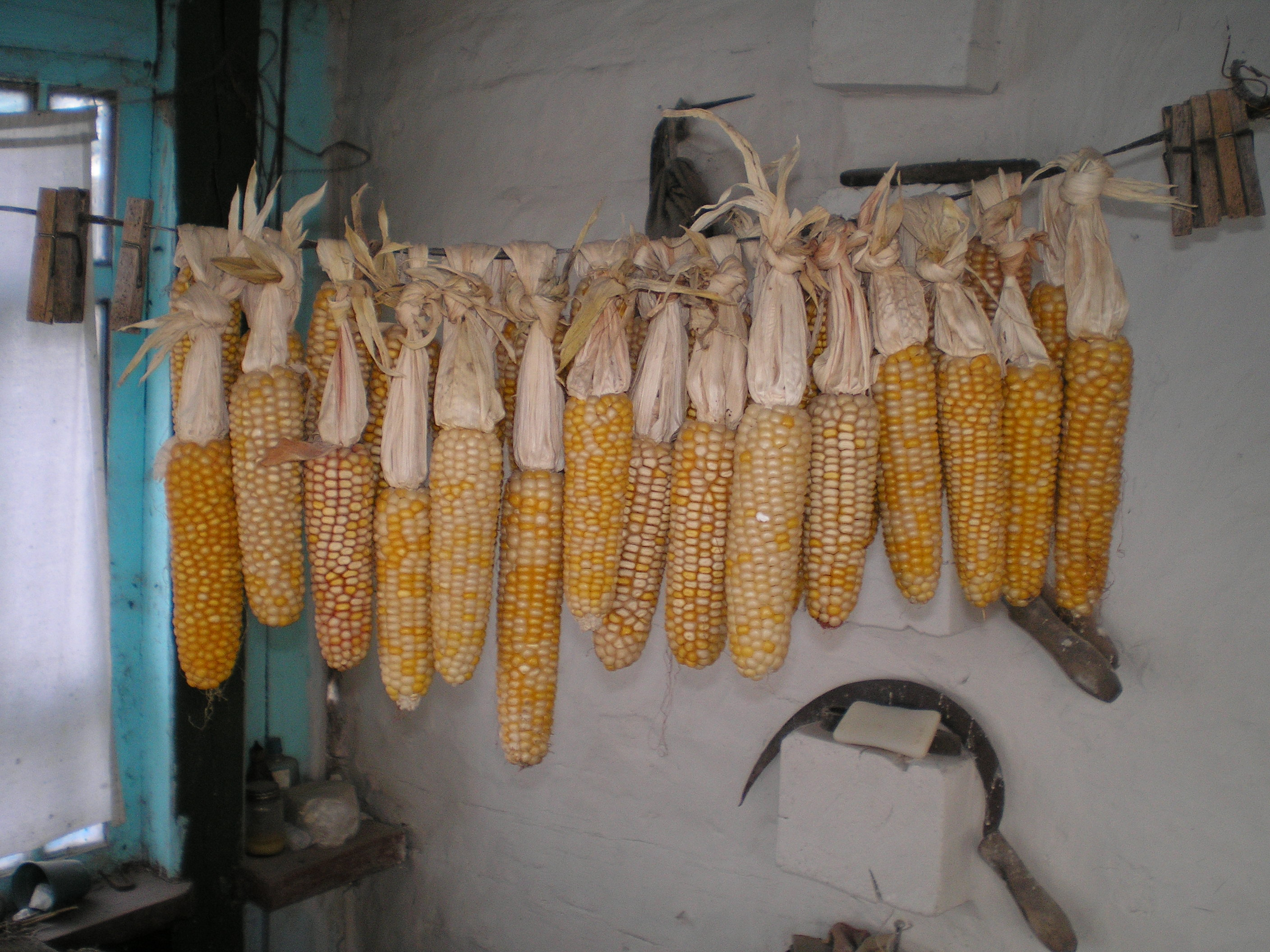
Києхи — місцева назва кукурудзи

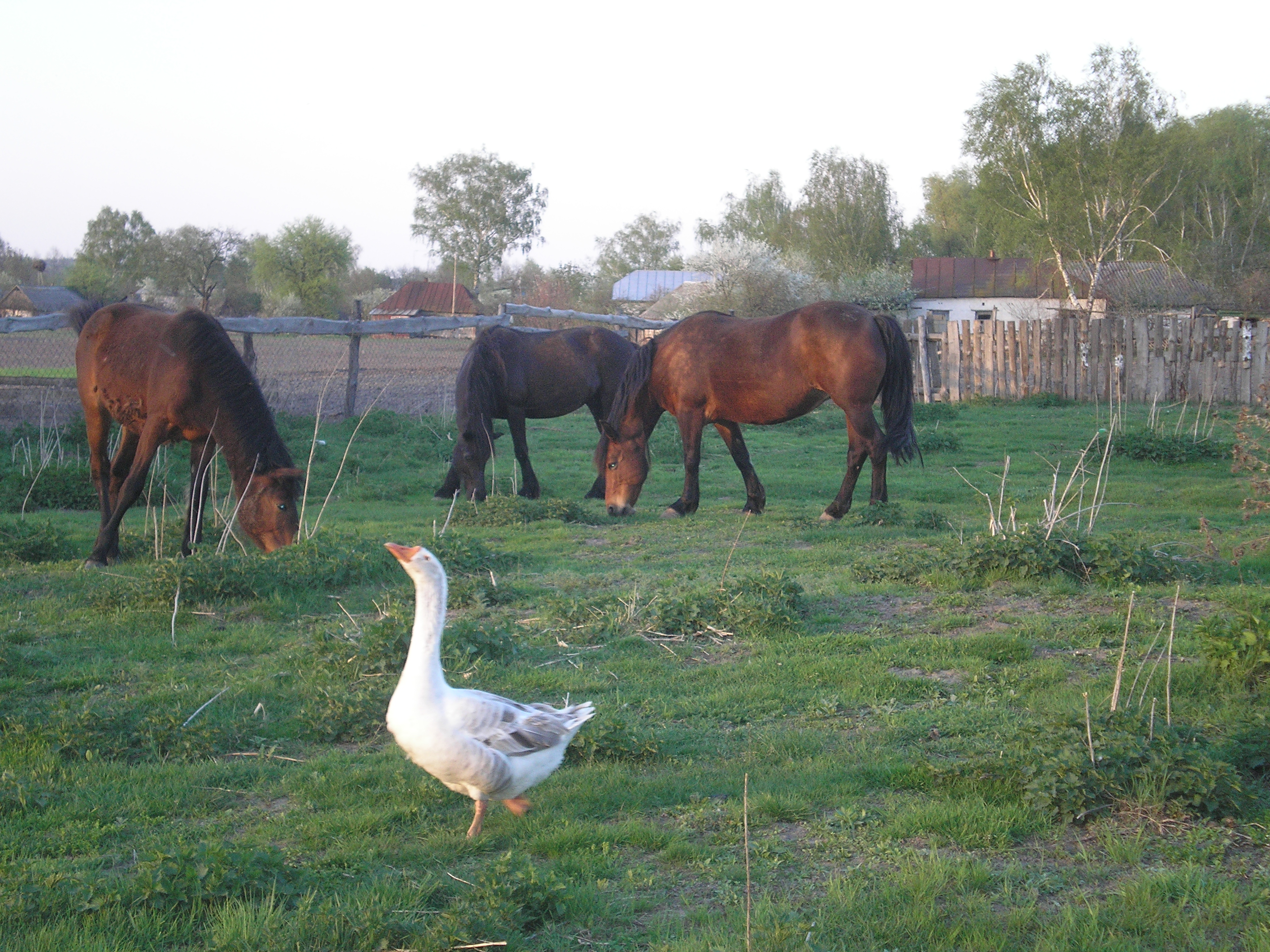
Від коней пішла назва села

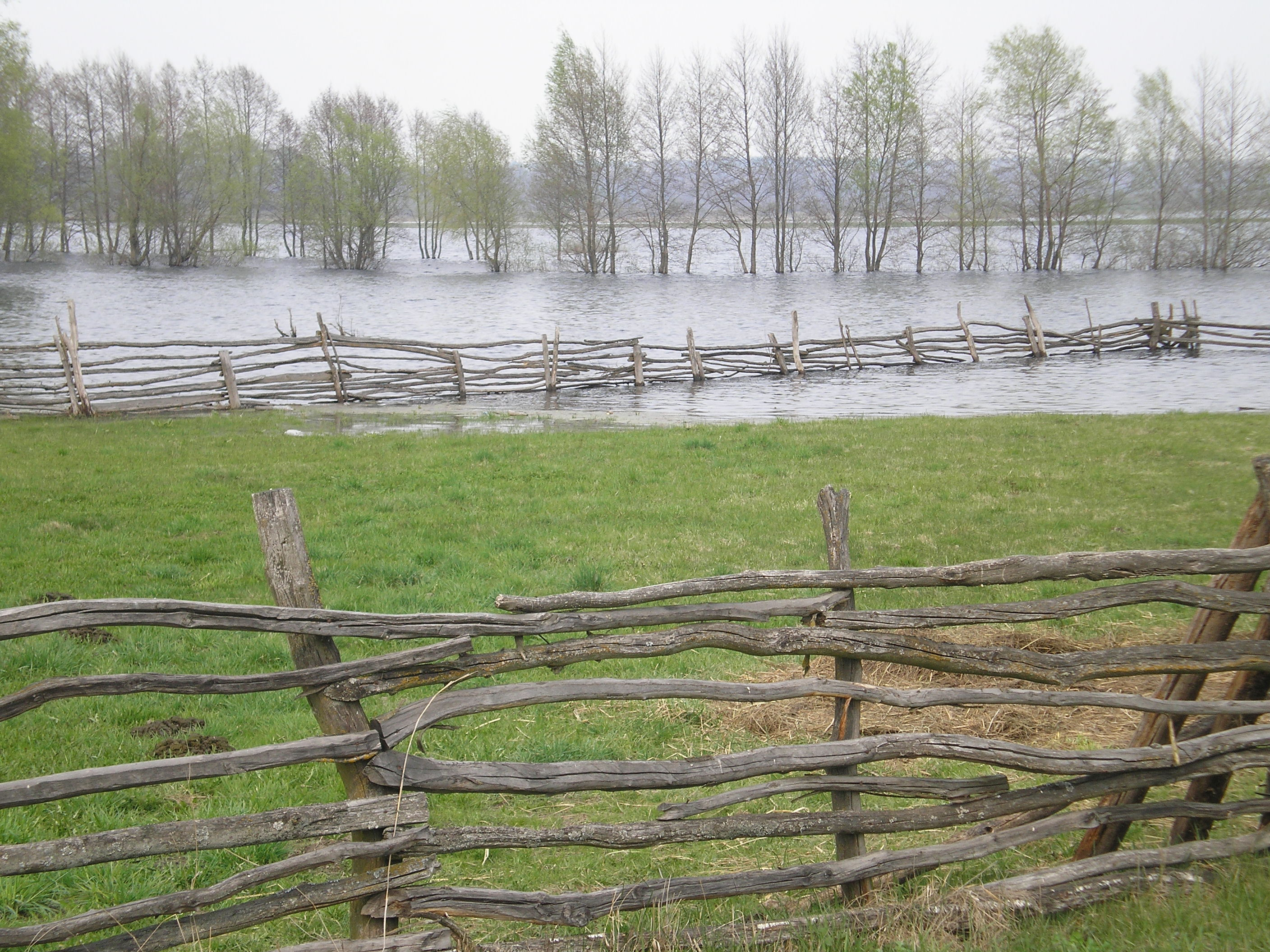
Весняний розлив

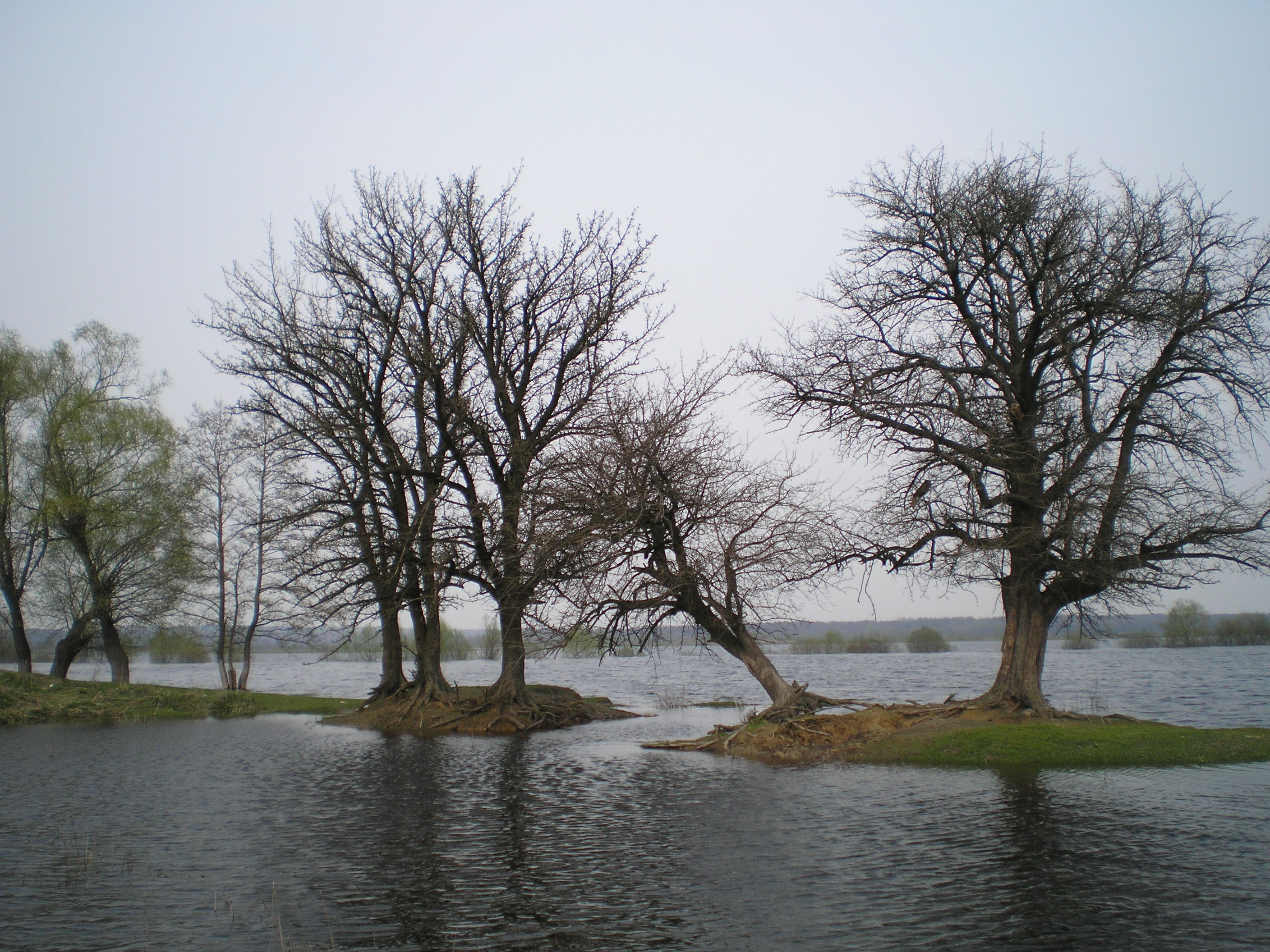
Розлив Десни

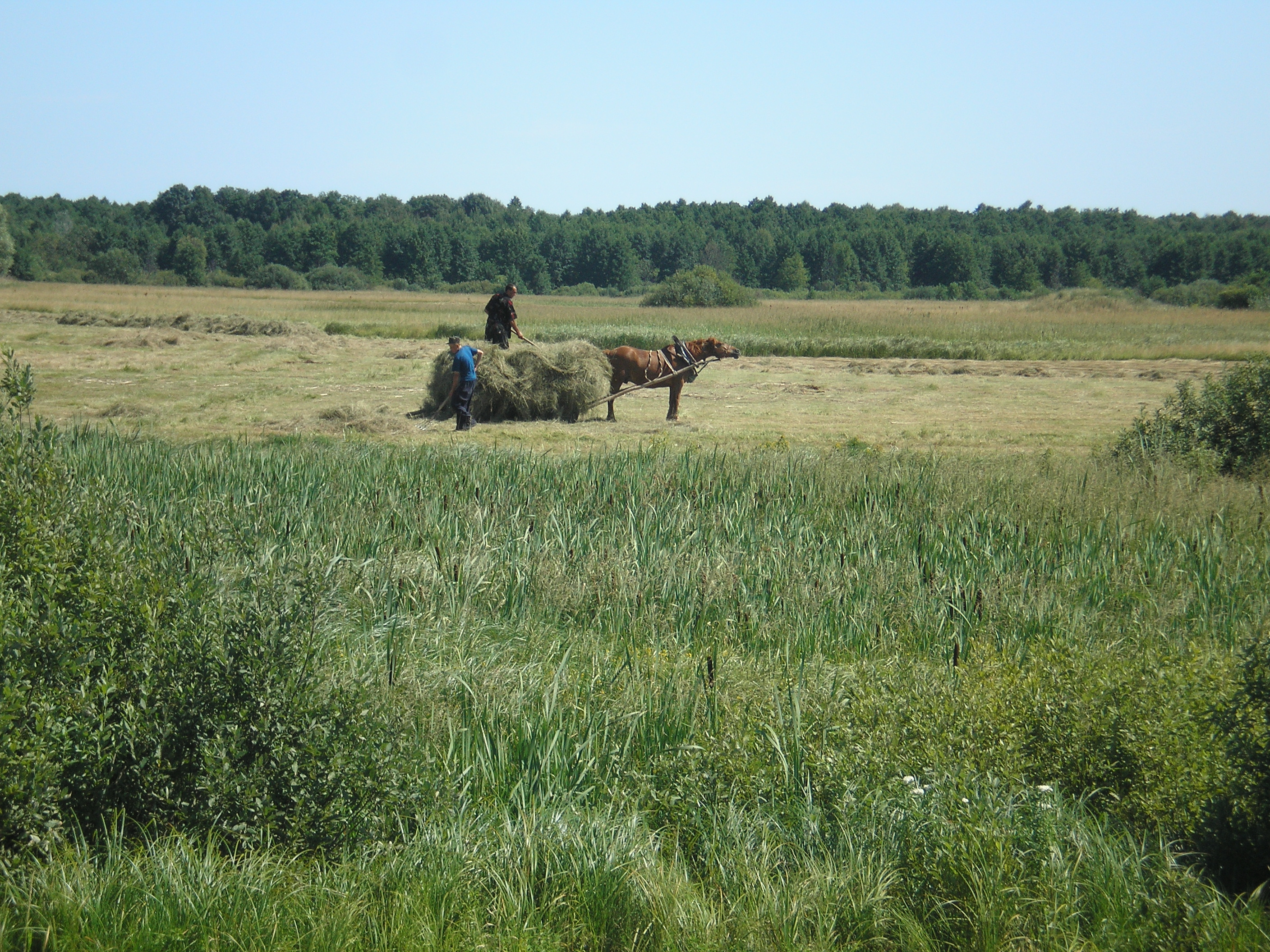
Сінокіс

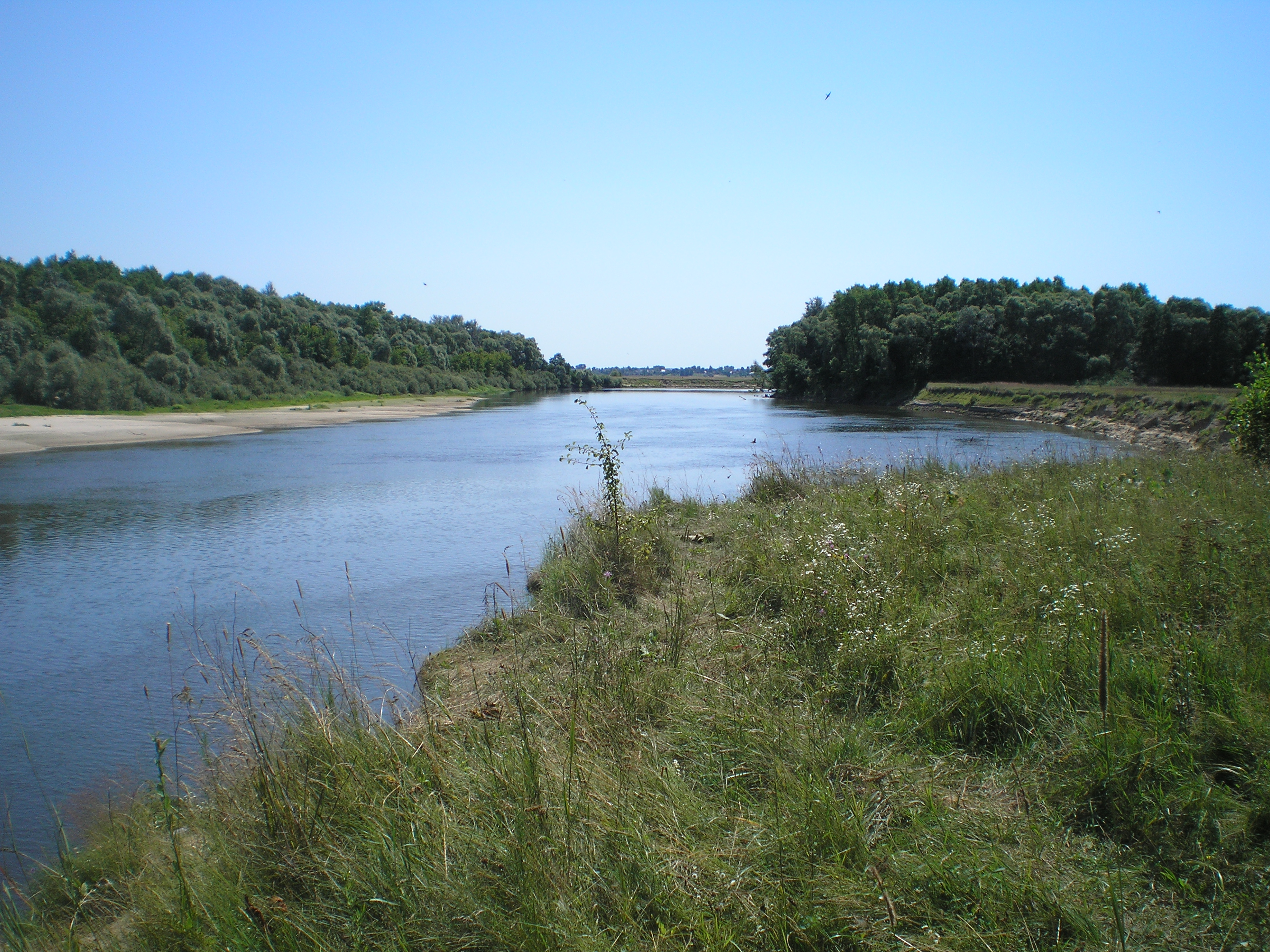
р. Десна

Коня́тин — село в Україні, у Сосницькій селищній громаді Корюківського району Чернігівської області. Населення становило 825 осіб у 2001 році. До 2020 орган місцевого самоврядування — Конятинська сільська рада.

## Географія
Село розташоване на правому березі р. Десна за 25 км від районного центру — селища Сосниці. Найближче село, Гута, знаходиться за 8 км на схід. З заходу розташоване с. Змітнів. Село оточене заплавними лугами, на яких трапляються озера і стариці, зокрема оз. Валуї і оз. Конятин. На південний схід від села розташований ландшафтний заказник — Спаський-І.

## Символіка
На гербі зображений кінь на пагорбі, що означає назву села (герб є промовистим). Сонце в старослов'янському стилі символізує що назва пагорба, яка дала назву селу існує ще з княжих часів. Синій колір - річка Десна з її розливами.

## Мікротопонімія
Окремі частини села (кутки) носять назви: Дергунівка, Залізнівка, Шарівка, Саливонівка, Царина, Жабокриківка, хутір Липки. Зі сходу суло межує з Худинським, а з Заходу — Шарівським болотами. Більшість мікротопонімів описують околиці села: Казовщина, Вовковня, Під Селищем, Лиса Гора, а також урочища над Десною: Вовчий Шилег, Проломище, Прилози, Оболонські Гривки.

## Історія
Назва села походить від назви високого горба над р. Десною на якому випасалися коні с. Змітнева. Співзвучність назв Неятин (давньоруська назва сусіднього Змітнева) - Конятин показує, що топонім виник у княжі часи. Розташоване село на 4 пагорбах. Залозний бугор названо за іменем поселенця- рибалки.
Село відоме за польських часів. Польська мапа, на якій зазначено село Конятіно (Atlas historyczny Rzeczypospolitej Polskiej «Ziemie Ruskie» Rzeczypospolitej) повстала зна рубежі XVI-XVII-го віків.
Поблизу села, в ур. Під Селищем виявлено 2 поселення І тис. до н. е. і періоду Київської Русі (VIII—XIII ст.).
За переписом 1666 р. у селах Конятині і Лави було 84 дворів платників податку, церква. За реєстром 1732 р. у селі була церква, школа, шпиталь. У 1781 р.- козацьке село з церквою і 114 хат. 1810 р.- 356 ревізьких (чоловічих) душ. У 1885 р.-248 дворів 1639 жителів церква школа 3 постоялки 3 лавки. 1924 р.- 346 дворів і 1802 жителі , х. Білі Береги- 4 двори і 20 жителів, х. Вільне- 88 дворів і 495 жителів, радгосп Іллінський- 8 дворів і 41 житель.
У селі не було панів, але землю за радянської влади почали ділити. Довели селян до взаємної ворожнечі. У 1932 р. із 334 господарств села було ліквідовано і продано 114 господарств. Майже третину села було люто розкуркулено. Під час війни розкуркулені селяни повернулися в село і хотіли спалити за списком 75 колгоспних активістів. Так у мирному селі були посіяні владою зерна ненависті. 1973 р.- 454 двори і 1310 жителів. У селі проживає 825 жителів (2001р.) . 2014р.-577 жителів.
Нижня слобідка регулярно затоплюється весняними деснянськими повенями. Біля села співуче джерело цілющої води.
Микола Гнип- генерал- майор української армії.
Кутки - Конятин, Слобідка Верхня ,Слобідка Нижня, Худиня ( назва міста в Словенії, звідки прийшли сіверяни); урочища –Улука, Мураво, Ляхове, Жерло, Худиня, Залози (рибні лови), Земля Нова.
Входило до складу Сосницького полку.
12 червня 2020 року, відповідно до розпорядження Кабінету Міністрів України № 730-р «Про визначення адміністративних центрів та затвердження територій територіальних громад Чернігівської області», увійшло до складу Сосницької селищної громади.
19 липня 2020 року, в результаті адміністративно-територіальної реформи та ліквідації Сосницького району, увійшло до складу Корюківського району Чернігівської області.

## Населення

### Мова
Розподіл населення за рідною мовою за даними перепису 2001 року:
| Мова       | Кількість | Відсоток |
| ---------- | --------- | -------- |
| українська | 812       | 98.42%   |
| російська  | 12        | 1.46%    |
| білоруська | 1         | 0.12%    |
| Усього     | 825       | 100%     |

## Економіка
СТОВ «Надія». Обробляє 685 га, на яких вирощують пшеницю, кукурудзу, соняшник. В господарстві також займаються м’ясним скотарством. На сьогодні господарство має 445 голів ВРХ, займаються продажем биків на експорт.

## Культові об'єкти
У селі у 1871 році була побудована дерев'яна Успенська церква, яку після революції знищили комуністи. В 1990 році на іншому місці збудовано нову церкву. Парафія належить до Чернігівсько-Новгород-Сіверської єпархії УПЦ (МП). Престольне свято (храм) відзначається на Успіння, 28 серпня. 

В ур. Під Селищем освячено криницю.

## Об'єкти соціального і культурного призначення
В селі діє фельдшерсько-акушерський пункт, два магазини.